# Parahongshanornis chaoyangensis
Parahongshanornis chaoyangensis — вимерлий вид птахів, що існував у ранній крейді на території Східної Азії. Голотип PMOL-АB00161 знайдений у пластах формації Jiufotang поблизу міста Чаоян у провінції Ляонін у Китаї. Він складається з майже повного скелета, що відбитий на камені, правда відсутній череп, але видно відбитки м'яких тканин та пір'я.